# Lynchage de Thomas Shipp et d'Abram Smith

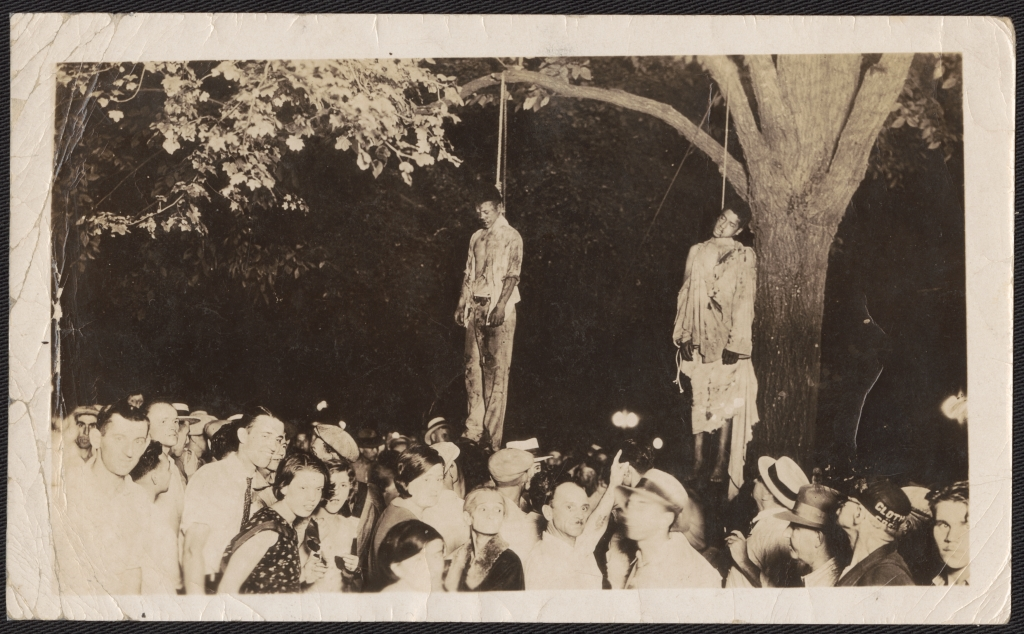
Lawrence Beitler a pris la photographie de lynchage la plus emblématique en Amérique, celui de Thomas Shipp et Abram Smith.

Thomas Shipp et Abram Smith sont deux Afro-Américains qui furent lynchés le 7 août 1930 à Marion dans l'Indiana. 

## Déroulement
Ils avaient été arrêtés la nuit d'avant, accusés d'avoir volé et assassiné un ouvrier blanc et violé sa petite amie. Une grande foule, incluant des femmes et des enfants, pénétra par effraction dans la prison, à l'aide de masses, et roua de coups les deux jeunes hommes avant de les pendre à un arbre. Les policiers présents dans la foule participèrent au lynchage. Un troisième homme, James Cameron (en), âgé alors de 16 ans, réussit, grâce à l'intervention d'une femme qui prit sa défense, à échapper à la foule et fut reconduit en prison.
Malgré l'intervention de la représentation locale de la NAACP et du procureur général de l'État, personne ne fut poursuivi par la justice après les meurtres de Shipp et Smith.
Cameron a affirmé dans des entretiens que Shipp et Smith avaient effectivement commencé à voler un homme blanc qui fut plus tard retrouvé mort. Selon lui, il s'est sauvé quand il a réalisé ce qui se passait. La police accusa cependant chacun des trois hommes du meurtre et du viol.
Un photographe local, Lawrence H. Beitler, prit une photographie des deux adolescents morts, pendus à un arbre entouré par la foule qui venait de les lyncher. Pendant les dix jours qui suivirent le lynchage, il imprima et vendit des milliers de copies de sa photo.
Cette photo marqua beaucoup de personnes dont Abel Meeropol qui composa et publia, sous pseudonyme, en 1937, une chanson Strange Fruit, réquisitoire poignant contre le lynchage, qui fut reprise ensuite par la chanteuse afro-américaine Billie Holiday.
En 1988, à Milwaukee, Cameron créa et dirigea The Black Holocaust (« L'Holocauste noir (en) »), un musée consacré à l'histoire du lynchage aux États-Unis.